# عبد الله السالم (كرة يد)
عبد الله السالم مواليد 3 أبريل 1995، هو لاعب كرة يد سعودي يلعب كمحور. يلعب حاليا مع نادي مضر لكرة اليد. مثل منتخب السعودية لكرة اليد.

## سجل المنافسة
شارك في البطولات التالية:
- بطولة العالم لكرة اليد للرجال 2015